# Gokyo

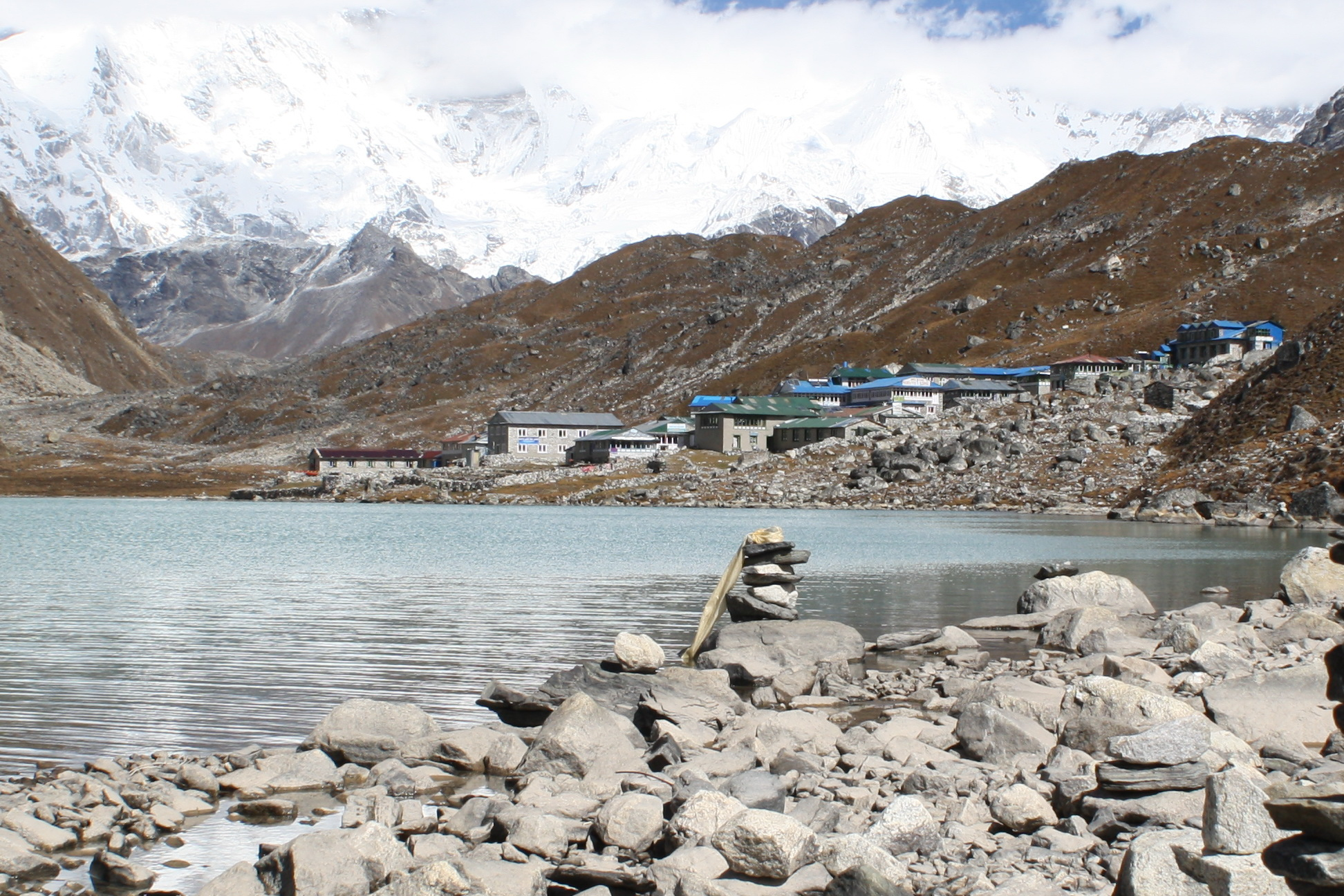
Gokyo y el lago Duth Pokhari.

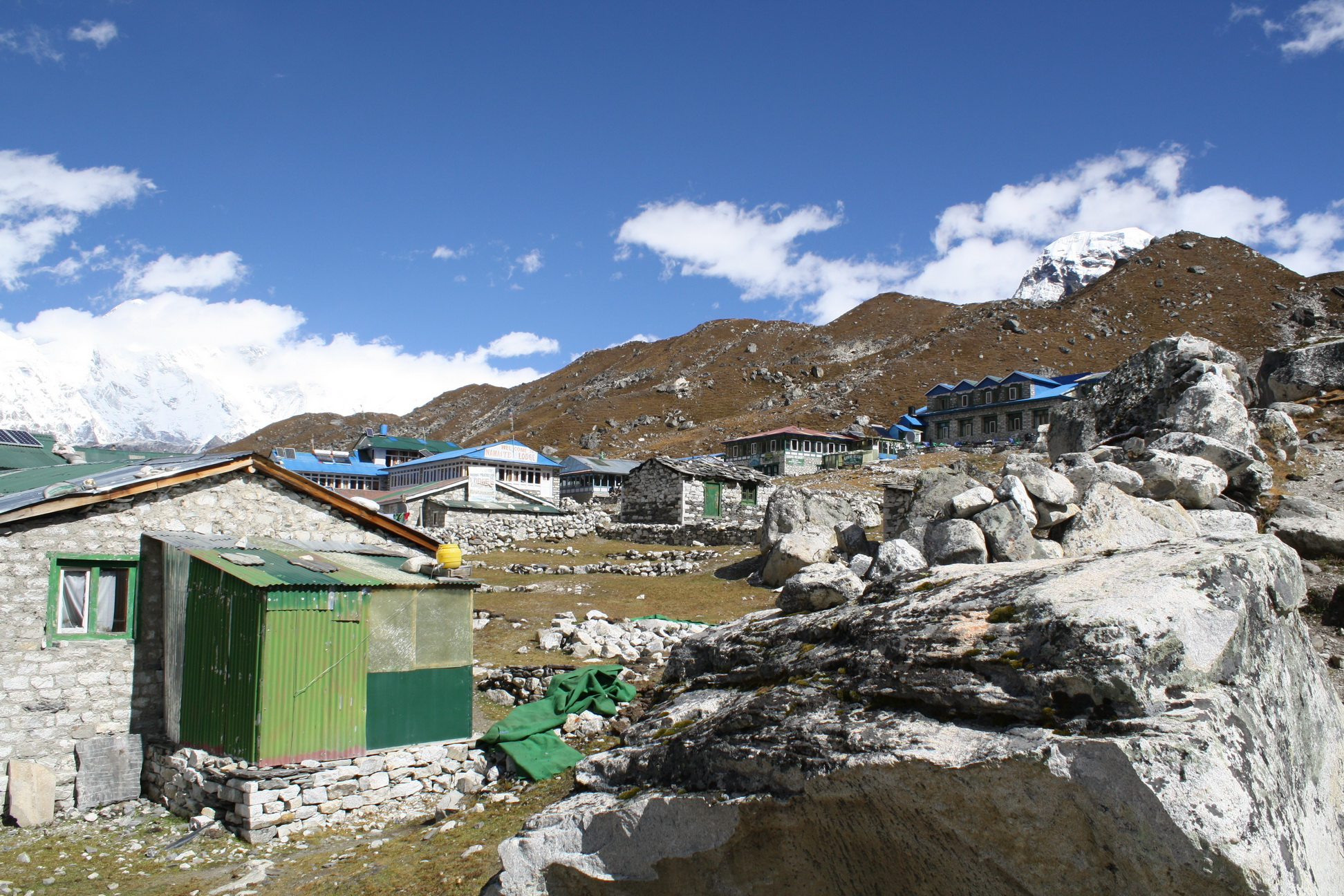
Pueblo de Gokyo.

Gokyo es un pequeño pueblo en el distrito de Solukhumbu en el Himalaya, Nepal, al pie del Gokyo Ri y en la orilla oriental del lago de Gokyo Tsho (Dudh Pokhari).
El pueblo, que consiste en solo unas pocas casas de piedra y varios hoteles, se encuentra a una altitud de 4.750 metros, por lo que es uno de los mayores asentamientos de altitud en Nepal y en el mundo, no habitado permanentemente a lo largo  del año, ya que es esencialmente, en el verano, un lugar de albergues para excursionistas y escaladores, y del pastoreo para los rebaños de yaks.
Gokyo ofrece la mejor opción, debido a su proximidad, a la escalada del monte Gokyo Ri, esta escalada se inicia generalmente en las primeras horas de la mañana, cuando la visibilidad es generalmente mejor. Para llegar a la cumbre y retornar  son necesarias 5 horas.  Desde su cima se puede ver las montañas del Everest y Makalu.
En invierno, el pueblo está prácticamente deshabitado debido al intenso frío y mucha nieve.
Hacia el sur, el camino que conduce a Namche Bazaar, se encontra el pueblo de Machhermo (4410m).

Gokyo
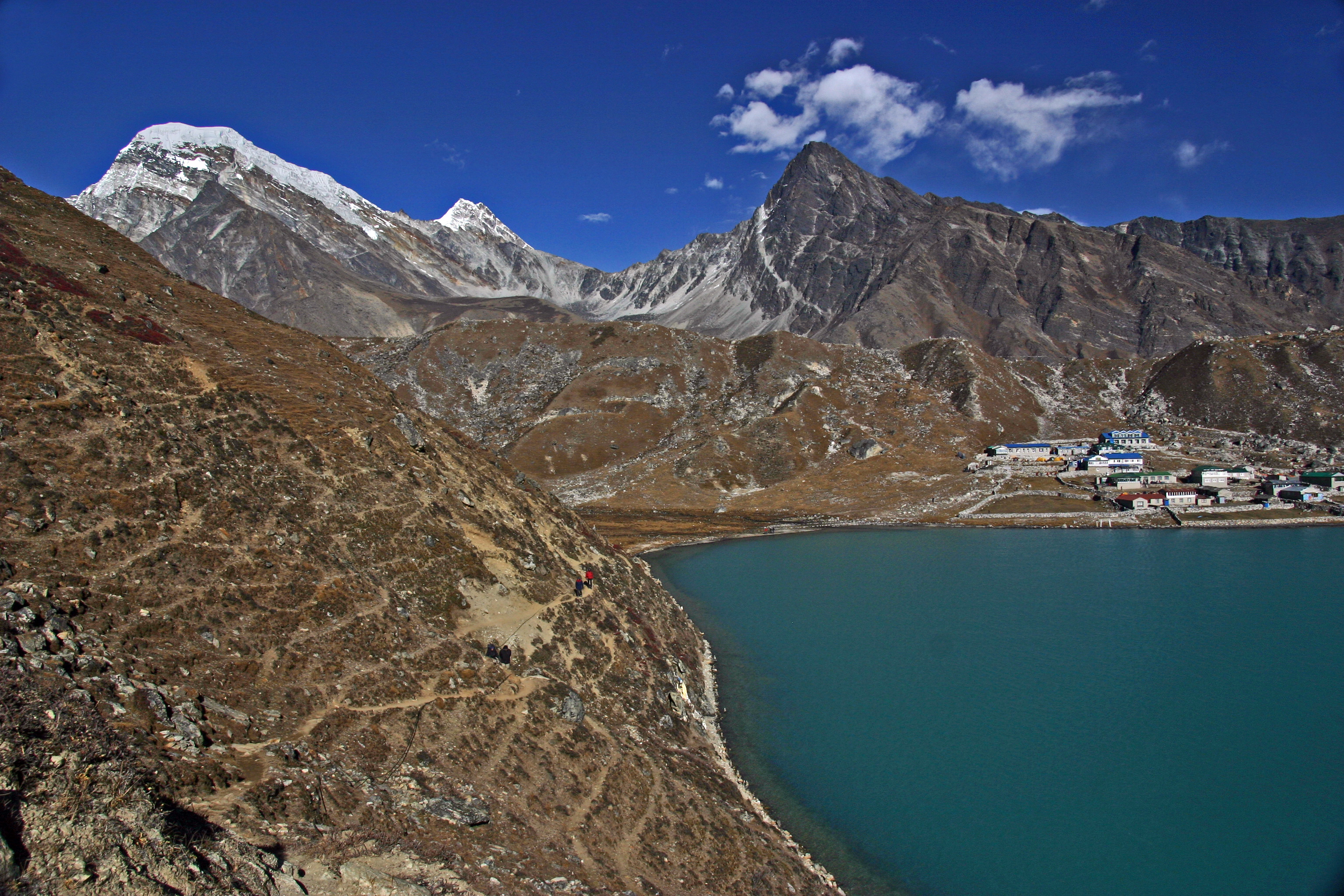
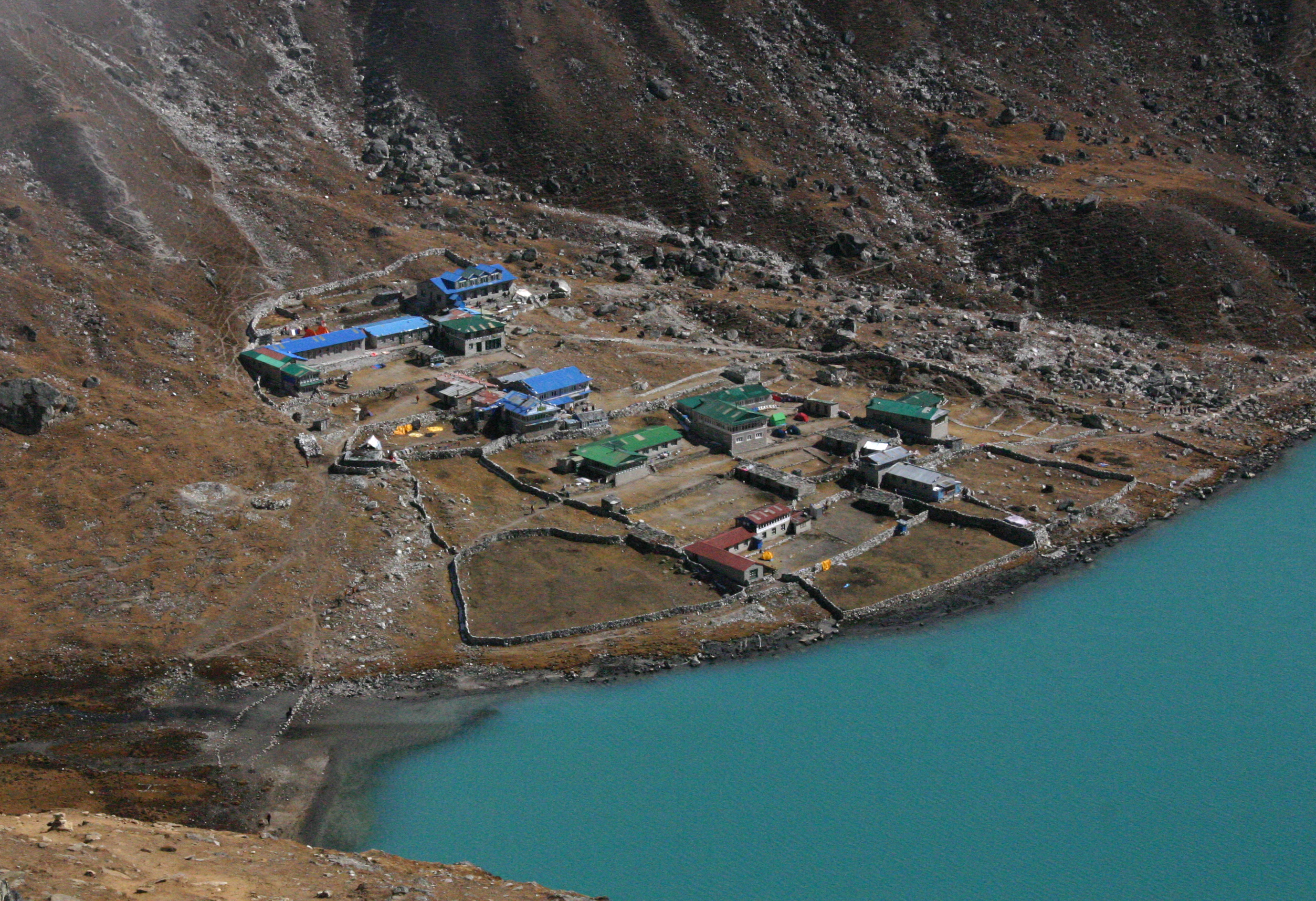
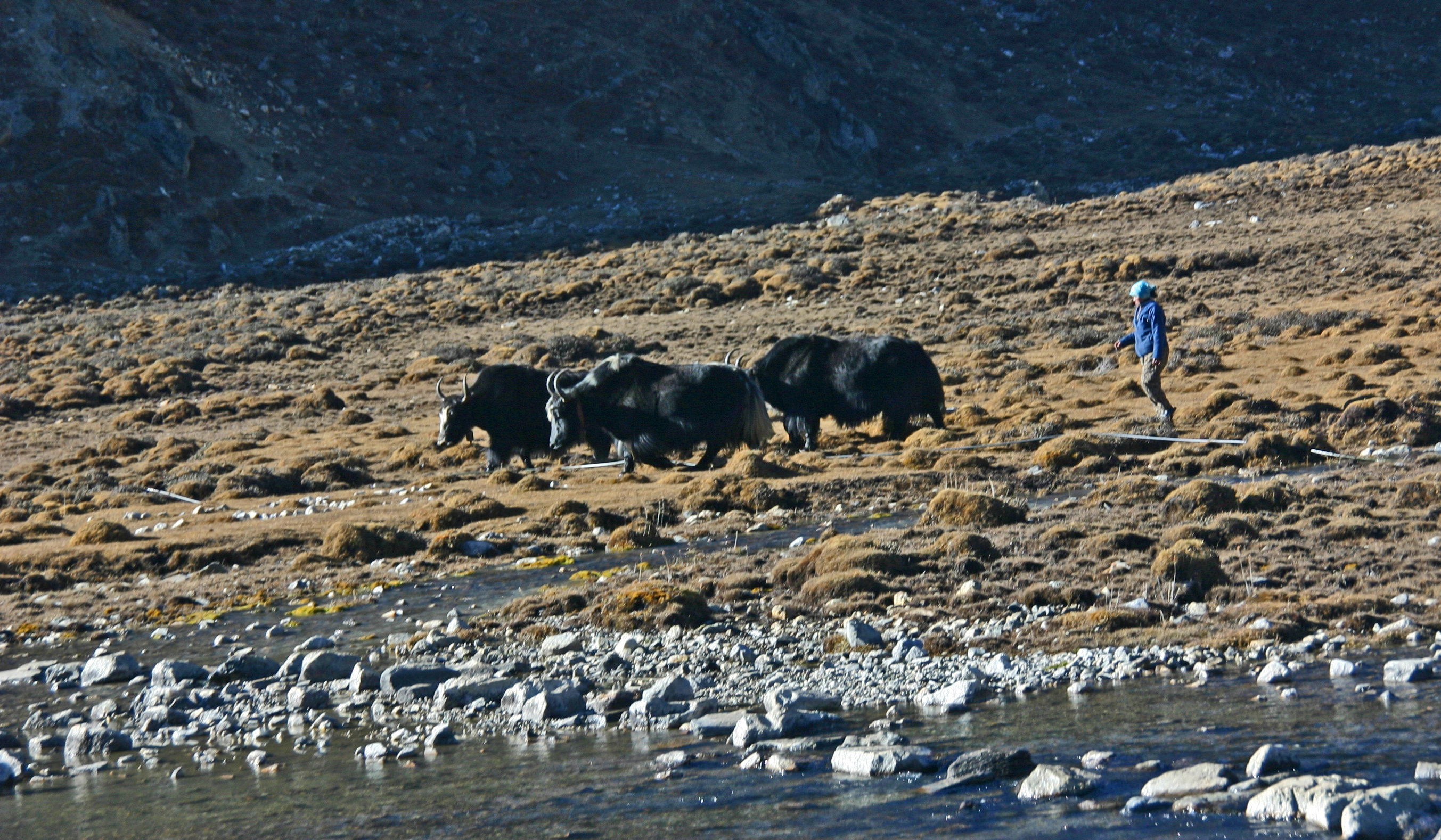
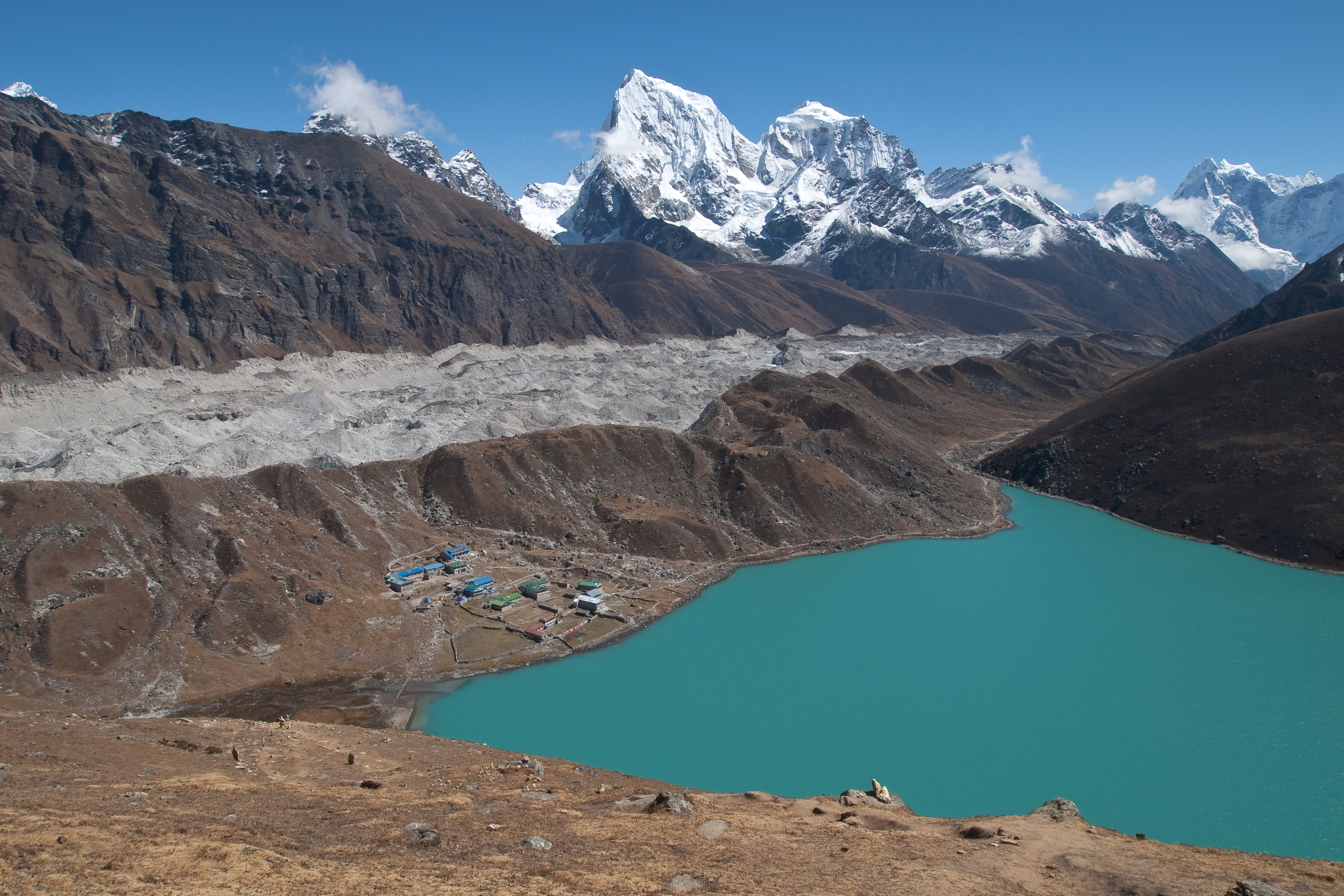
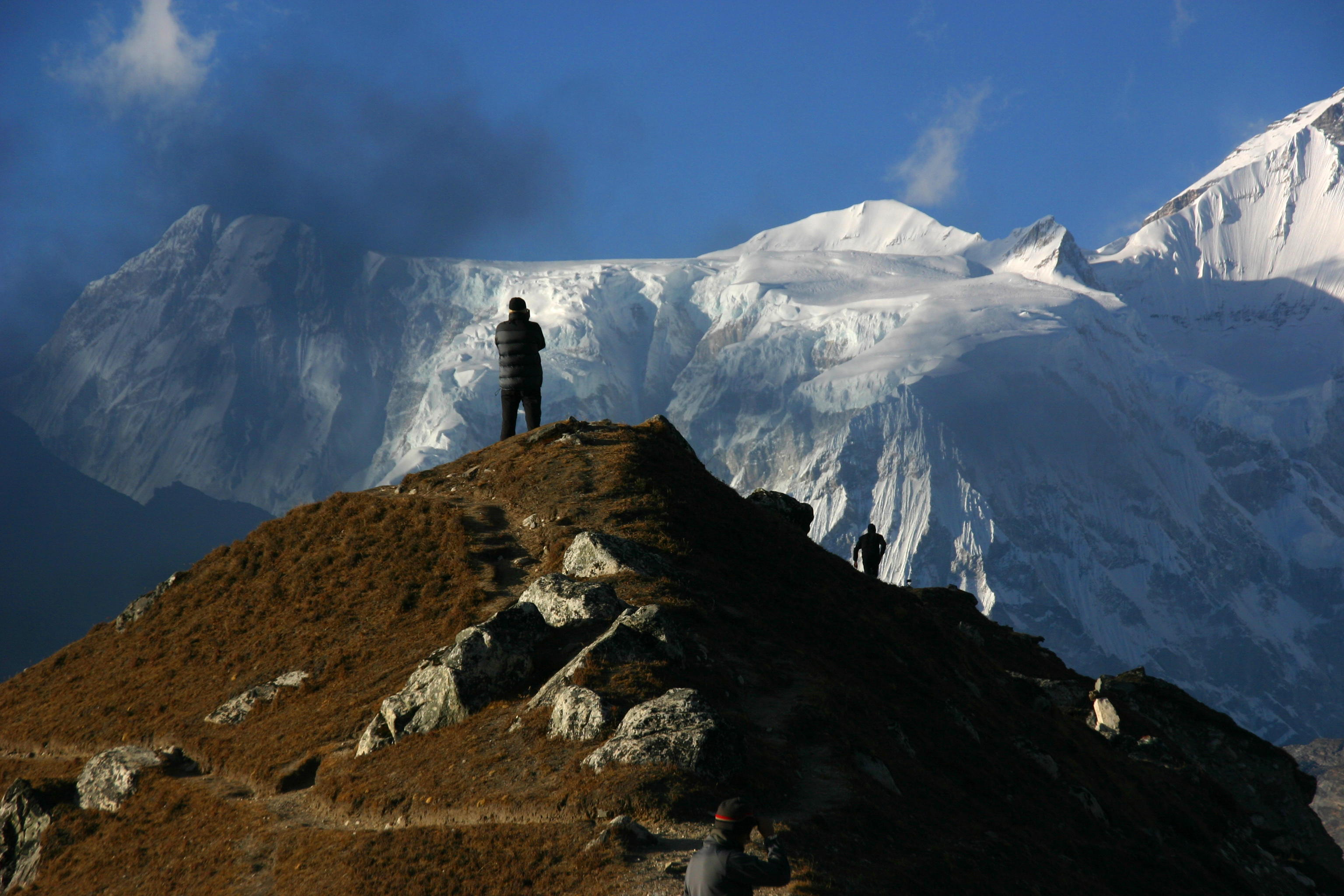